# Nas
|  | Per a altres significats, vegeu «NAS». |

El nas és l'òrgan de l'olfacte dels vertebrats i que en gran part d'aquests (llevat dels ciclòstoms i dels peixos no crossopterigis) també forma part del sistema respiratori. De conformació molt diversa es pot indicar que consta bàsicament de dues bosses, o cavitats, una en el cas dels ciclòstoms, situades a la part anterior del cap i obertes a l'exterior per un nombre d'orificis que oscil·la entre els dos parells per cavitat, en el cas dels peixos i un en els altres vertebrats.
En tots els vertebrats, llevat dels ciclòstoms i dels peixos no crossopterigis, les cavitats nasals es comuniquen a través del sostre de la boca amb la faringe i formen les coanes, la qual cosa permet que, a més d'acomplir la funció olfactòria, serveixin com a vies respiratòries. A l'interior d'aquestes bosses hi ha cèl·lules olfactòries, i en els rèptils i els mamífers apareixen els carnots, a fi d'augmentar la superfície olfactòria i de condicionar l'aire. En els ocells, el nas està molt poc desenvolupat. En els mamífers està ben desenvolupat, excepte en els marins i en els primats superiors, i, com en els cocodrils, existeix un conducte nasofaringi que duu l'aire per sobre del paladar secundari fins a la faringe.
En els éssers humans, el nas està situat centralment a la cara; a la majoria dels altres mamífers es troba a la part superior del musell. La forma del nas humà està determinada per l'os etmoides i pel septe nasal.

## Anatomia
L'anatomia del nas és força variada, tot reduint-ho podem indicar que aquest consta bàsicament de dues cavitats —o una (en els ciclòstoms)— situades a la part anterior del cap i obertes a l'exterior per orificis, el nombre dels quals oscil·la entre els dos parells per cavitat (en el cas dels peixos) i un orifici per cavitat (en els altres vertebrats). En els ciclòstoms, l'única bossa s'obre a l'extrem del musell o a la part superior del cap.
En tots els vertebrats, exceptuant els ciclòstoms i dels peixos no crossopterigis, les cavitats nasals es comuniquen a través del sostre de la boca amb la faringe i formen les coanes. Aquesta configuració permet que, a més d'acomplir la funció olfactòria, el nas serveixi com a via respiratòria. A l'interior d'aquestes cavitats s'hi localitzen les cèl·lules olfactòries, i en els rèptils i els mamífers hi trobem ubicats els carnots, els quals permeten d'augmentar la superfície olfactòria i condicionar l'aire que és inhalat. En els ocells, aquest òrgan (el nas) és molt poc desenvolupat mentre que en els mamífers és ben desenvolupat (tot exceptuant els casos dels mamífers marins i els primats superiors) i (igual que en els cocodrils) existeix un conducte nasofaringi que duu l'aire per sobre del paladar secundari fins a la faringe.

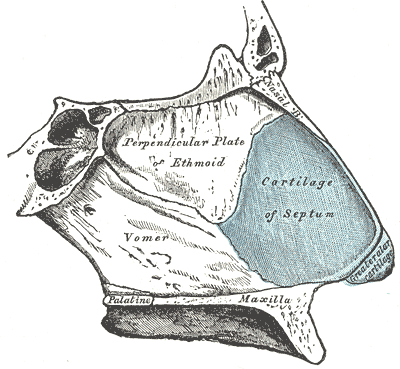
Paret medial del nas.

El nas es divideix en dos compartiments, essent separats pel septe nasal, aquest presenta dos orificis de sortida denominats narines. En el cas dels tetràpodes (vertebrats terrestres) el nas presenta, en la seva part posterior, les coanes. Aquestes comuniquen el nas amb la cavitat bucal.
A les parets laterals trobem els cornets, que s'encarreguen d'escalfar i fer net l'aire que va cap als pulmons. Davall de cada cornet existeixen uns espais denominats meats, que comuniquen el nas amb els sins paranasals i també hi desemboca el conducte nasolacrimal.
L'estructura òssia del nas està constituïda per ossos, cartílags durs i cartílags molls. Els ossos durs formen la part superior i els laterals del pont, mentre que els cartílags formen els laterals de les fosses nasals i el septe nasal.
Les parets nasals estan revestides per mucoses que tenen com a funció essencial el condicionament de l'aire inhalat. A més, la mucosa atrapa l'aire i lleva la pols i els gèrmens de l'aire quan s'introdueix al nas.

### Peixos
En els peixos agnats (mancats de mandíbula) apareix una fossa nasal imparella situada a la línia mitjana del cap. Aquesta fossa es comunica mitjançant un conducte a una dilatació en forma de sac on es troba l'epiteli sensorial olfactiu, el qual, al seu torn, es connecta, mitjançant dos nervis, amb el cervell anterior.
Els peixos gnatostomos ja presenten fosses bilaterals, així els condroicitios presenten, a ambdós costats del cap dues fosses olfactives, iguals a la dels agnats, essent recobertes d'epiteli sensorial i comunicades amb el sac olfactiu, a més presenten una altra obertura posterior que permet la sortida del flux aquós. En els osteoictios la fossa nasal és ja un conducte complet amb una obertura anterior i una de posterior.
Els dipnoos o peixos pulmonats presenten la capacitat de respirar oxigen mitjançant un pulmó rudimentari; les seves fosses nasals presenten una obertura anterior prop del llavi superior i un canal olfactiu que transcorre pel paladar, presentant un orifici posterior al fons de la cavitat bucal formant una coana primitiva. En les èpoques de dessecació l'obertura anterior resta tancada per la mucositat que rodeja al peix, així aquestes fosses segueixen sent un òrgan purament olfactiu.

### Amfibis
En els amfibis la cavitat nasal es comunica amb la faringe i, per tant, amb l'aparell respiratori. Hi són presents les coanes i amb elles la funció ventiladora de l'òrgan nasal. L'aparell olfactiu guanya en profunditat, presentant apertures externes, canals olfactius i un fons amb epiteli sensorial que es connecta amb el telencèfal. Apareixen les glàndules mucoses per la humidificació de l'aire i la part anterior de la fossa desemboca al canal llagrimall, fent de complement humidificador. En adquirir la funció respiratòria l'anatomia nasal es complica, car aquesta obliga l'aparició d'estructures per tal de condicionar l'aire fent augmentar la seva complexitat i superfície i, de retruc, disminueix la importància dels elements olfactius.
Els urodels (caudats) són batracis amb fosses nasals que s'obren als costats del morro, la seva cavitat nasal presenta una prolongació lateral estreta, o cavitat nasal accessòria, que constituiex l'inici de l'òrgan de Jacobson (òrgan auxiliar de l'olfacció).
Els amfibis anurs presenten una obertura externa reduïda, poden tenir una o diverses cavitats nasals. Aquestes es comuniquen amb la boca exercint la funció respiratòria. Bufo viridis posseeix un sortint nomenat eminència olfactiva, assentat en una base cartilagonosa, que és interpretat com un principi de cornet; posseint també un primitiu òrgan de Jacobson.

### Rèptils

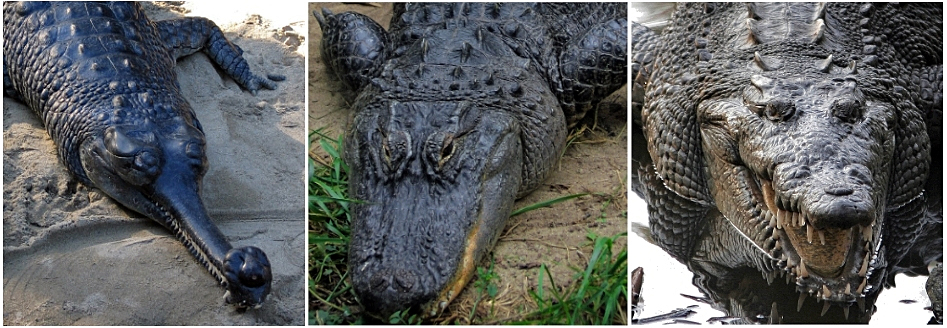
D'esquerra a dreta: Caps del gavial de l'Índia (Gavialis gangeticus), l'al·ligàtor del Mississipi (Alligator mississippiensis), i un cocodril americà (Crocodylus acutus).

Els rèptils són els primers vertebrats independents del medi aquàtic, que requereixen un nas amb poder olfactiu i, sobretot, respiratori. Així mateix requereixen un aparell que condicioni millor l'aire apareixent, així, els primers aparells turbinals. L'epiteli sensorial es concentra en l'anomenat òrgan de Jacobson que se situa en dues fosses ubicades entre els ulls i el nas, i que els permet detectar preses mitjançant la calor que emeten.
Els quelonis presenten les cavitats més simples. Les tortugues tenen un vestíbul molt curt, que acaba en una cavitat nasal estreta. En el mig presenten una creta en forma de cornet que divideix la cavitat nasal en dues parts; la superior exerceix la funció olfactiva essent connectada amb l'encèfal, mentre que la inferior fa les funcions respiratòries, tot obrint-se en la cavitat bucal. No posseeixen l'òrgan de Jacobson.
Els sauris i ofidis (camaleons, llangardaixos, serps, etc.) presenten una fossa més àmplia, essent oberta a l'exterior i a la cavitat bucal, amb un cornet a la paret externa en la cara inferior de la qual hi és ubicat l'epiteli respiratori, mentre que a la superior hi és l'olfactiu. En aquests rèptils l'òrgan de Jacobson està molt desenvolupat, i es troba en el sòl de la fossa i està rodejat per una càpsula cartilaginosa pròpia, la qual és recoberta per teixit respiratori en l'exterior i olfactori en l'interior que desemboca en la cavitat bucal per un conducte diferenciat.
Els cocodrils presenten unes fosses àmplies i un sistema turbinal desenvolupat. La part anterior és respiratòria i la posterior olfactiva, no posseint cap òrgan de Jacobson. Durant la immersió poden tancar els orificis nasals, contenint, d'aquesta manera, la respiració.

### Aus
Les aus presenten unes característiques anatòmiques nasals que les apropen a la morfologia dels mamífers superiors. Les seves fosses nasals contenen diversos cornets, si bé el seu sentit de l'olfacte és escàs. Durant el seu desenvolupament tenen un òrgan de Jacobson incipient que s'atrofia en l'au adulta.

### Mamífers

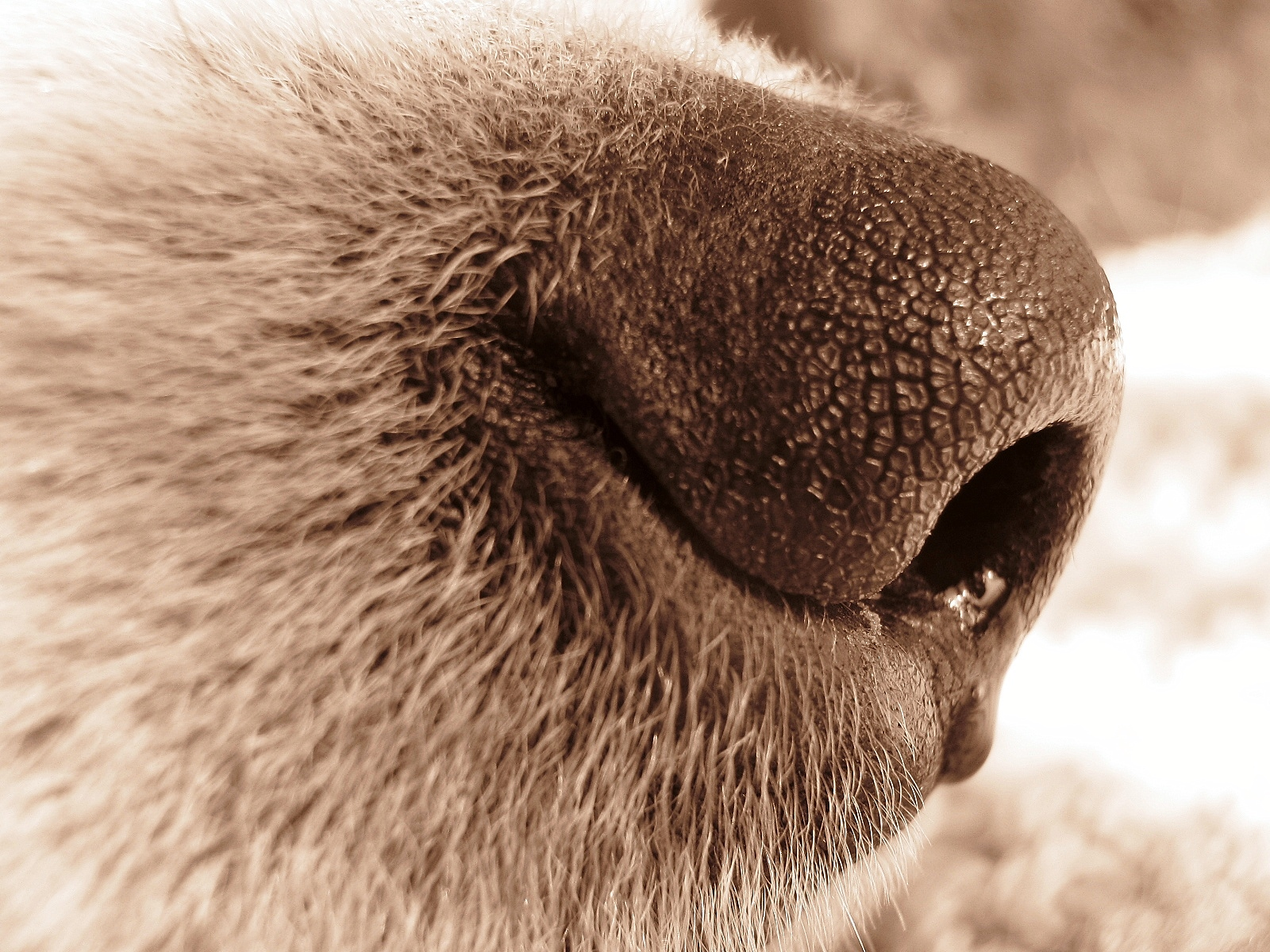
El nas del gos és molt sensible; com en molts altres mamífers, l'olfacte està molt desenvolupat.

En els mamífers guanya importància la funció respiratòria i en algunes espècies, com en l'home, l'òrgan de Jacobson es troba en estat rudimentari. La funció respiratòria nasal està desenvolupada proporcionalment a la superfície corporal.
L'olfacte va desenvolupant-se al pujar en l'escala filogenètica, fins a aconseguir el màxim desenvolupament en certs mamífers, essent proporcional a la quantitat de superfície mucosa amb epiteli específic. No obstant això, en ascendir en l'escala dels mamífers la funció olfactòria degenera a expenses de la respiratòria, sobretot en els primats superiors i l'home. Al predominar la funció respiratòria les fosses nasals ja no acaben en la cavitat bucal sinó que ho fan a la faringe formant-se, així, un paladar complet.
Segons la capacitat olfactiva els mamífers es poden dividir en:
- Anósmics: estan mancats de poder olfactiu. En l'actualitat tan sols es coneixen alguns cetacis.
- Macrósmics, o macrosmàtics: La major part dels mamífers actuals (rosegadors, carnívors, etc.). la seva fossa nasal és la màxima expressió de la fisiologia respiratòria i l'òrgan de Jacobson té el seu màxim desenvolupament. l'estructura d'aquest és inclosa en la mucosa del tabic nasal. El sentit de l'olfacte té gran importància posseint, per tant, una gran extensió de mucosa sensorial olfactiva, especialment en els carnívors nocturns. Les cavitats nasals són molt àmplies i els cornets estan molt desenvolupats. El màxil turbinal ocupa tota la cavitat nasal anterior i proporciona les condicions termohigromètriques idònies a l'aire per tal de millorar l'agudesa olfactiva; aquest pren el seu màxim desenvolupament en els gossos.
- Micrósmics, o microsmàtics: simis i l'home. En aquests es produeix una gran regressió en la funció olfactiva a expenses de la reducció de les estructures endonasals.

## Funció
El nas presenta una doble funció: és l'òrgan primari que s'utilitza a l'olfacció dels diferents vertebrats, així com, en la majoria d'aquests, forma part de l'aparell respiratori. En ambdós casos la seva funció principal radica en recollir i canalitzar l'aire o l'aigua.
Com a òrgan olfactiu, mentre que l'animal olora, l'aire, o l'aigua, travessa les estructures del nas i arriba a l'epiteli olfactori. A la superfície de l'epiteli olfactiu, situat ja en la cavitat nasal, els odorants (molècules de l'olor) contacten amb els receptors, formats per cèl·lules nervioses bipolars, que transdueixen les característiques de l'odorant al cervell a través d'impulsos elèctrics.
En els vertebrats terrestres, el nas, i les estructures associades, també fa, habitualment, funcions de condicionament de l'aire que entra a l'organisme, escalfant-lo i/o humidificant-lo, tot i que hi ha casos com el del camell, on el nas presenta una funció de retenir la humitat abans de ser exhalat.

## Evolució
El novembre de 2004, la revista Nature publicà els resultats de l'estudi fet sobre un fòssil Kenichthys campbelli d'uns 395 milions d'anys d'antiguitat. Aquest primitiu peix fou trobat a la província Xina de Yunan i presenta un "nas" a mig camí del que presenten els vertebrats actuals. El fòssil presenta uns orificis nasals situats en el mig de les seves dents superiors, donant semblança d'un paladar partit. Aquest estadi intermedi prova que els conductes nasals interns evolucionaren a partir d'aquests orificis nasals, els quals, al llarg del temps, s'estengueren fins a la gola, a través de la boca.

### Diferències entre mamífers

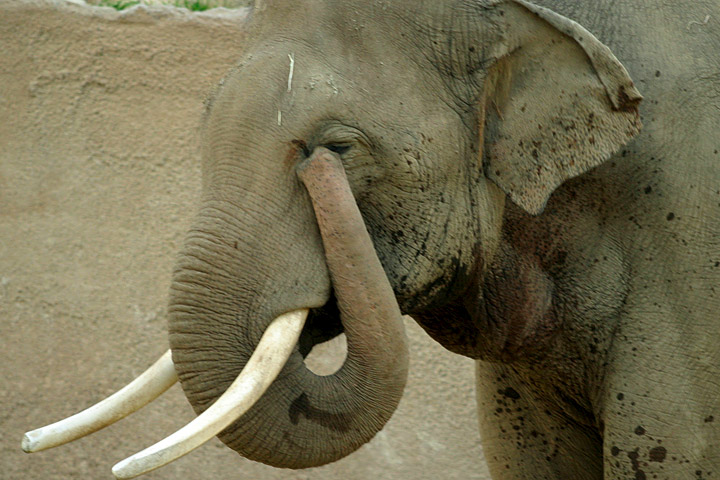
Trompa d'un elefant

En els cetacis, el nas s'ha reduït als orificis nasals i s'ha mogut cap a la part de dalt del cap, amb la qual cosa han obtingut una forma del cos més hidrodinàmica i la possibilitat de respirar en un medi en el qual estan sempre submergits. En canvi, el nas de l'elefant, denominada trompa, s'ha desenvolupat fent-se llarga i musculosa, fins al punt de convertir-se en un òrgan manipulador.

## Malalties del nas

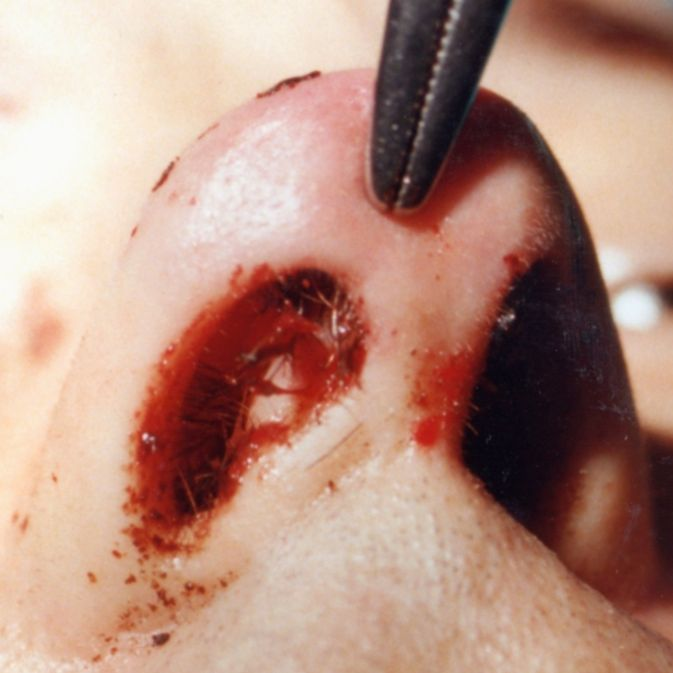
Fractura del septe nasal

- Sinusitis. Inflamació de la mucosa que recobreix els sins paranasals, produïda principalment per l'obstrucció dels conductes que arriben a les fosses nasals.
- Rinitis. Inflamació de la mucosa de les fosses nasals, generalment produïda per la grip o per al·lèrgies.
- Epistaxis. Sagnat de les fosses nasals, pot produir-se per una gran varietat de causes, entre les quals destaca la hipertensió arterial, la inflamació de la mucosa o els traumatismes digitals (rascar-se).
- Foruncle nasal. Abscés cutani produït per la infecció bacteriana del fol·licle pilós.
- Hipoòsmia és un trastorn del sentit de l'olfacte que resulta en la reducció parcial de la capacitat de percebre olors. Els trastorns de l'olfacte tenen moltes causes, i algunes són més clares que altres. La majoria de les persones comencen a patir trastorns de l'olfacte després d'haver tingut algunes malalties o lesions recents. Els factors desencadenants més comuns són les infeccions de les vies respiratòries superiors i els traumatismes cranioencefàlics. Entre altres causes que produeixen trastorns de l'olfacte es troben els pòlips en les fosses nasals, les infeccions dels sins paranasals, els trastorns hormonals i els problemes dentals. L'exposició permanent a certs productes químics com els insecticides i dissolvents, i alguns medicaments també ha estat associada amb trastorns d'olfacte. Les persones amb càncer al cap i coll que reben tractament amb radioteràpia també experimenten problemes amb el seu sentit de l'olfacte.
- Síndrome del nas buit (SNB) -anomenat en llengua anglesa empty nose syndrome (ENS)- és un terme mèdic encunyat pel doctor Kern l'any 1994 per a denominar una greu afecció nasal d'origen iatrogènic que té lloc quan el nas és danyat a causa d'una excessiva resecció o reducció dels cornets nasals inferiors i/o dels cornets mitjans que els deixa incapaços de funcionar adequadament. El doctor Kern i els seus companys metges es van adonar que alguns pacients que s'havien sotmès a turbinectomies semblaven desenvolupar símptomes d'obstrucció nasal i dificultats respiratòries, malgrat que les seves fosses nasals estaven molt clares o "buides". A aquest símptoma, únic i que causa perplexitat, fins i tot entre la comunitat mèdica, consistent en no obtenir prou aire, malgrat que les fosses nasals estan totalment clares, en va dir "obstrucció paradoxal". Altres símptomes provocats per aquesta síndrome són sequedat nasal crònica, dificultat per concentrar-se, freqüents dolors de cap, increment de la reactivitat pulmonar a components volàtils o components irritants de transmissió aèria, reducció de la ventilació pulmonar, disminució del sentit de l'olfacte, mucositat espessa i viscosa, són superficials, hemorràgies de poca importància, cansament o fatiga crònica i, de vegades, crostes, infeccions sinusals recurrents i/o dolor o pressió sinusal, etc. L'aparició d'aquests símptomes es deu al fet que una resecció o reducció en excés dels cornets nasals inferiors i/o mitjans deixa al nas incapaç de pressionar l'aire, dirigir, escalfar, humidificar, filtrar i sentir fluir a través d'ella, de tal manera que la mucosa nasal que no ha estat eliminada podria assecar-se de forma crònica, inflamar i atrofiar parcialment.[4][5][6] A aquesta síndrome també se la coneix en el camp de la investigació mèdica com "the wide nasal cavity syndrome" (síndrome de la cavitat nasal ampla), encara que sembla imposar-se l'altre nom. Aquesta síndrome es considera altament variable entre els subjectes afectats per ell i pobrament definit.

## Percepció de la direcció
El nas humit dels gossos els results útils per percebre la direcció. Els sensibles receptors de fred de la pell detecten el punt en què el nas es refreda més, mostrant al gos la direcció d'on prové l'olor que acaba de percebre.

## Orientació magnètica
Els sers humans i els micos tenen una petita quantitat de magnetita al nas, concretament a l'os etmoides, entre els ulls, que podria ser un mecanisme d'orientació magnètica amb respecte al camp magnètic de la Terra. La possibilitat d'orientació magnètica dels éssers humans, com ocorre en aus i animals aquàtics, és molt controvertida.

## El nas en els humans

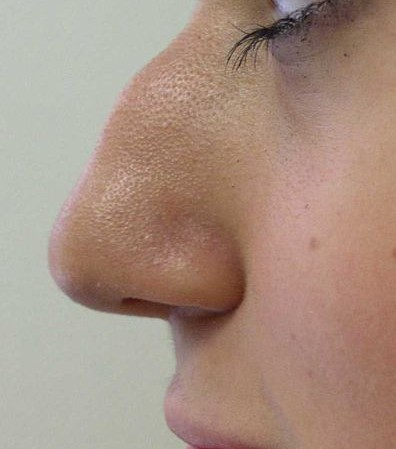
Nas d'una dona amb una característica gepa òssia

En l'home, el nas està situat a la part mitjana de la cara, entre la boca i el front. Té la forma d'una piràmide triangular de vèrtex superior i base inferior, amb dos forats. Format d'os, cartílag, músculs i pell, és entapissat interiorment per una porció de la mucosa pituïtària.
La forma i les dimensions del nas han esdevingut de gran importància: l'antropologia l'estudia descriptivament i mitjançant diverses mesures i segons aquestes classifica els humans en diferents tipus, així, i per exemple, s'ha establert el denominat índex nasal (fruit de la comparança de l'amplària màxima d'aquest amb la seva alçada). Segons aquest índex nasal els individus es classifiquen en: leptorrins, que tenen un índex nasal de 69,9 com a màxim, amb el nas estret i alt; en mesorrins, que tenen un índex que oscil·la entre 70 i 84,9 i un nas mitjà; i en platirrins, d'un índex de 85 o més i de nas ample o baix. En comparança el grup racial leucoderm és en general leptorrí (mediterranis i nòrdics) o mesorrí (alpins). El grup xantoderm tendeix a ser mesorrí o platirrí. El melanoderm és platirrí.
Així mateix, degut a la seva situació, el nas es mostra com un dels trets característics de cada individu, arribant a ésser valorat com un tret important a l'hora de definir la bellesa d'aquest. Per aquest motiu l'eminència nasal ha donat lloc a moltes dites, llegendes i cançons en el folklore, així com el fet que certs personatges històrics (o inventats) són famosos, a banda pels seus fets, per l'aspecte del seu nas o per fets relacionats amb aquest òrgan.

### Rinoplàstia

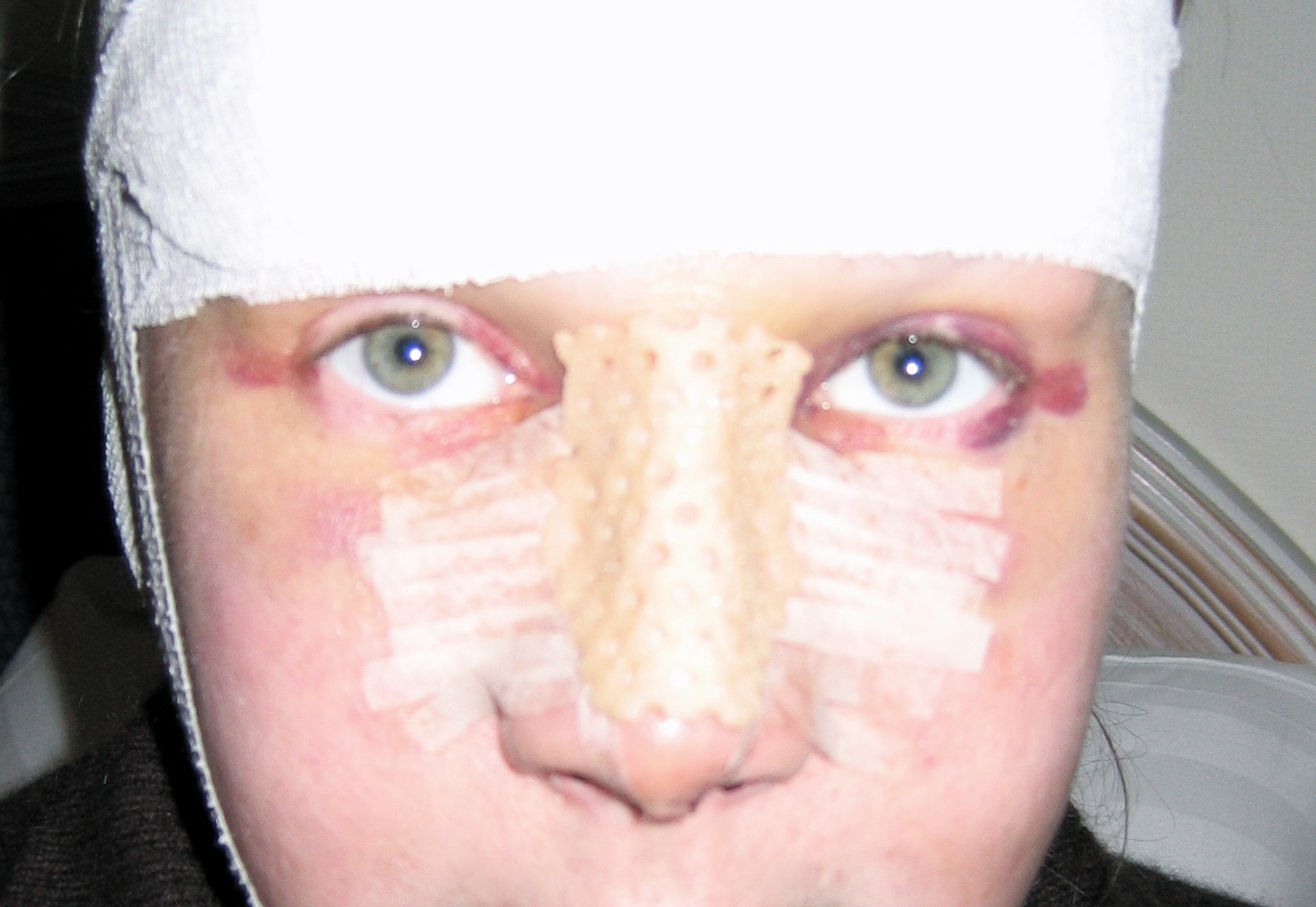
Un pacient de rinoplàstia tres dies després de l'operació. Els procediments van incloure la reducció de l'os dorsal i el restabliment i perfeccionament del cartílag de la punta nasal. La coloració típica orbital també és present a causa d'un trauma i els trastorns dels vasos sanguinis al voltant dels ulls. També hi ha present una fèrula.

La rinoplàstia és una intervenció quirúrgica en la qual es resolen principalment els problemes estètics del nas. Quan es busca una solució de la funció del nas per desviació dels ossos interns generalment ens estem referint a la septoplàstia. També es pot donar el cas que calgui fer una rinoplàstia funcional, és a dir, un procediment que modifica l'esquelet osteo-cartilaginós del nas amb la finalitat de millorar la respiració nasal (exemples: reconstrucció de la vàlvula interna, vàlvula externa, col·lapse alar, laterorínia severa).
Quant a la ciència mèdica, ja d'antic són conegudes intervencions de rinoplàstia (cirurgia nasal): a l'Índia i Egipte ja es realitzaven operacions de nas vora el 2500 aC, si bé que aquestes eren d'ordre reparador, degut, principalment, al costum d'amputar aquest òrgan a enemics i malfactors; a finals del segle xx es multipliquen exponencialment les intervencions de rinoplàstia en un sentit eminentment estètic, convertint-se en una de les operacions més realitzades en aquest sentit. Des de la dècada del 1980 les tècniques de rinoplàstia han evolucionat molt. La rinoplàstia clàssica és un procediment bastant cec. La rinoplàstia oberta permet una exposició i visualització completa de l'esquelet nasal, el que permet que la correcció sigui molt més precisa.
La rinoplàstia secundària o rinoplàstia revisional és aquella que es realitza en pacients que han tingut cirurgia de nas prèvia i s'han de sotmetre a una nova intervenció per resoldre problemes que no s'han resolt en la primera cirurgia, o complicacions d'aquesta.

## En la societat i la cultura popular
Com que el nas ocupa una posició prominent en la cara humana, ha estat un element cultural important en totes les societats. En diferents societats pot ser objecte de piercings; en d'altres forma part dels rituals de salutació, per exemple, entre els maoris (coneguda com a hongi) o els inuit (coneguda com a kunik). En diferents èpoques i llocs (p. ex. en l'Edat Mitjana europea), l'amputació del nas podia ser un càstig vergonyant per diferents delictes.
Ficar-se els dits al nas és un comportament habitual dels humans, i objecte d'un cert tabú social. Molt més objecte de tabú és la mucofàgia (la ingestió dels mocs). Quan la conducta de ficar-se els dits al nas esdevé patològicament obsessiva es designa amb el nom de rhinotilexomania.

### Nassos famosos
- Personatges històrics

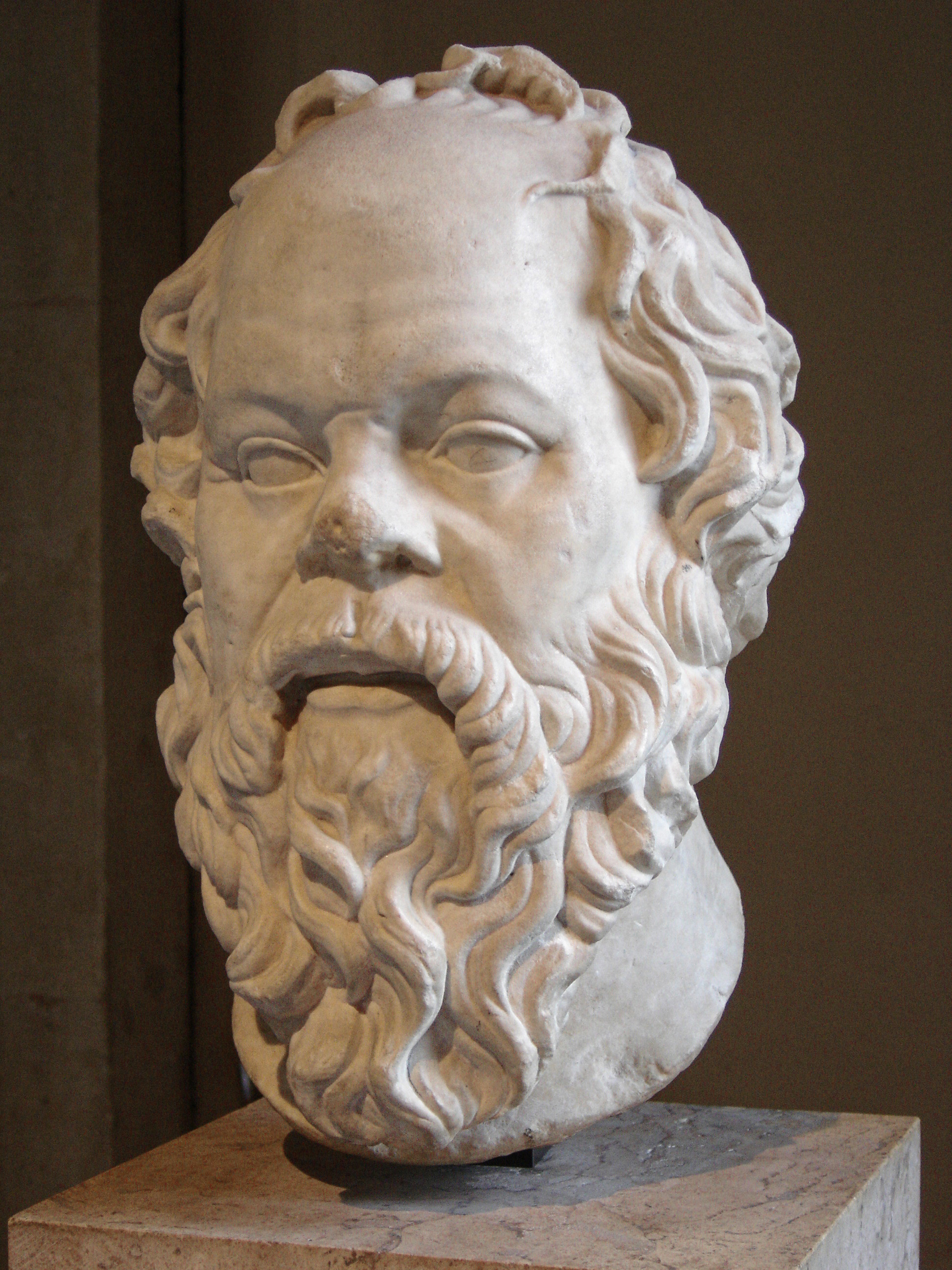
Escultura romana de marbre del, probablement una còpia d'una estàtua de bronze de Sòcrates realitzada per Lísip de Sició que, malauradament, es va perdre.

  - Sòcrates (c. 470 aC - 399 aC), filòsof grec, segons Plató la forma del seu nas contribuí a la percepció del món del seu mestre.[8]
  - Marc Tul·li Ciceró (106 aC - 43 aC), famós orador romà, El malnom "Ciceró" deriva de cicer (cigró), es creu que aquest podria tenir el seu origen en una berruga semblant a un cigró que tenia al nas (o bé a què la seva família es dedicava al cultiu dels cigrons).
  - Cleòpatra Filopator Nea Thea (69 aC - 30 aC), reina d'Egipte. El filosof Blaise Pascal, en el segle xvii, escrigué: si el nas de Cleòpatra hagués estat més curt, la faç del món hauria estat diferent.
  - Justinià II Rinotmet (Rhinotmetus, Ῥινότμητος, "El que té tallat el nas"), emperador romà d'Orient del 685 al 695 i del 704 al 711. El seu successor Lleonci II ordenà tallar-li el nas; Justinià, posteriorment recuperaria el tron.
  - Guillem I de Tolosa (768 - 812), comte de Tolosa i duc d'Aquitània. En algun document se li dona el sobrenom en llatí Naso. Es convertí en un personatge literari de la cançó de gesta (vegeu Llista de cançons de gesta franceses) i en aquestes apareix sistemàticament caracteritzat com "el del nas corb", més endavant també confós amb "el del nas curt" (els dos mots són molt similars en francès antic), cosa que esdevé la característica principal de la seva personalitat (junt amb els forts braços i les seves riallades).
  - Michelangelo Buonarroti, Miquel Àngel (1475 - 1564), escultor, pintor, poeta i arquitecte renaixentista. Fruit d'una baralla, Pietro Torrigiano li va trencar el nas; com a conseqüència, li va quedar el nas camús tota la vida, tal com s'aprecia clarament en tots els seus retrats.
  - Tycho Brahe (1546 - 1601), astrònom danès. Durant un duel perdé gran part del seu nas, portant una pròtesi de metall.
  - Rodolf II d'Habsburg (1552 - 1612), emperador del Sacre Imperi Romanogermànic.
  - Hercule-Savinien de Cyrano de Bergerac (1619-1655), escriptor francès. A banda del personatge històric, gran part de la seva fama prové de l'obra Cyrano de Bergerac, escrita per Edmond Rostand el 1897.
  - Josef Mysliveček (1737 – 1781), compositor txec. Degut a la sífilis li amputaren el nas fet que el destrossà moralment, les seves darreres òperes no tingueren gaire èxit i finalment, arruïnat, morí a Roma l'any 1781.
- Actors, músics i celebritats
  - Thomas Wedders, anglès (segle xviii). El seu nas mesurava 19 cm. (una recreació en cera del personatge es troba al museu de cera de Londres).
  - James Francis "Jimmy" Durante (1893 – 1980), actor nord-americà. Les seves bromes i referències a la mida del seu nas li valgueren el sobrenom de "Schnozzola".
  - Barbra Streisand (1942), cantant, actriu, productora i directora de cinema estatunidenca.
  - Pete Townshend (1945), guitarrista anglès del grup The Who.
  - Gérard Depardieu (1948), actor francès.

- Personatges de ficció
  - Pinotxo
  - Erik, El fantasma de l'Òpera

### Dites al voltant del nas
| - Beneits de nas llarg, ben pocs o cap. - De nas curt i ulls de gat, Déu ens en guard. - De nas llarg i ull petit, fuig-ne de seguit, que a la teva esquena ell es farà ric. - Del que té el nas aixafat, Déu ens en guard, i del que el té punxegut, Déu me n'ajut. - Dels bons menjars, primer que la boca en tasta el nas. - El nas arremangat si no l'ha feta la farà aviat. - El nas fa la cara i la cara fa l'home. - El que té nas aplanat, traïdor i ingrat. - El qui té el nas gros té seny per dos. - Home nassut mai no és cornut. - Nas d'estrofa, no en facis mofa. | - Nas de gall, geni de cavall. - Nas de ganxo, geni de dimoni. - Nas llarg per tot arreu es posa. - Nas llarg porta noblesa. - Nas llarg, burleta i descarat. - Nas molsut, home rabiüt. - Nas petit, cara bonica, però si massa n'és no val pas res. - Nas petit, cor bonic. - Nas punxegut, enginy agut. - Nas rogent, de vi o de fred. - Picor al nas, cucs al cul. |

### Tradicions al voltant del nas
- L'home dels nassos, personatge mitològic català que té tants nassos com dies li queden a l'any. Només se'l pot veure, però, el trenta-u de desembre o cap d'any.
- L'arbre dels nassos. A Tiana, prop de la Font de los Monges, hi ha l'«arbre dels nassos». El nom d'aquest té el seu origen en una llegenda segons la qual una monja es tallà el nas per tal d'evitar l'amor d'un cavaller; de la sang del tall, en nasqué l'arbre.